# Elke Krystufek
Elke Krystufek (Elke Silvia Krystufek, ur. 1970 w Wiedniu) – austriacka artystka konceptualna.

## Życiorys

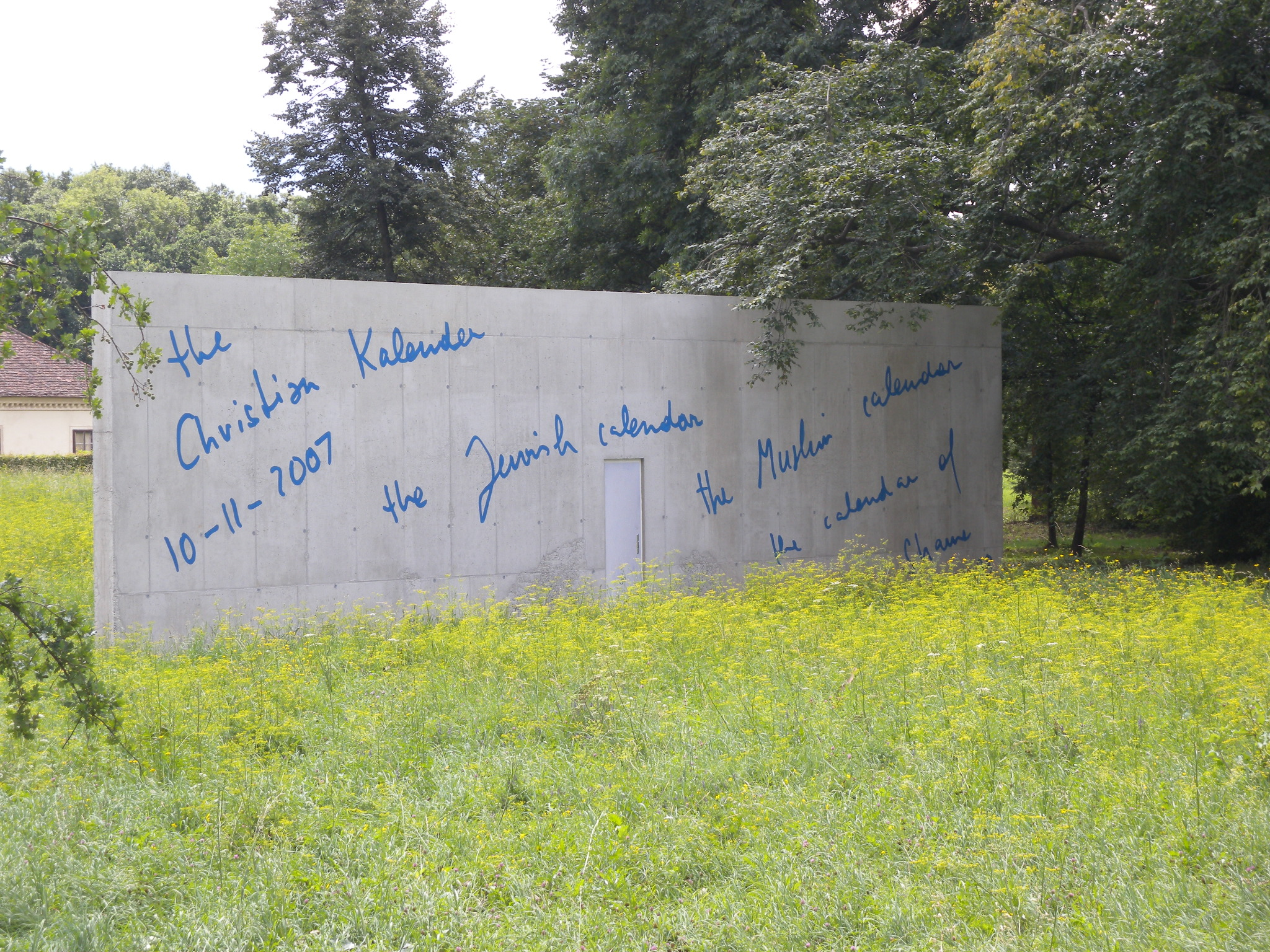
„Ściana ciszy”, Elke Krystufek

Elke Krystufek studiowała na Akademii Sztuk Pięknych w Wiedniu. W latach 90. zdobyła rozgłos swoimi prowokacyjnymi performance'ami, wideo, fotografiami i malarstwem. Wiele z jej prac dotyczy miejsca artystki w patriarchalnym społeczeństwie. Wśród częstych tematów pojawiają się także kontrola, fanatyzm i kwestie tabu. Momentem przełomowym kariery Krystufek był kontrowersyjny performance Satisfaction z 1994 roku, dzięki któremu zdobyła rozgłos.
Krystufek włącza elementy swojego życia prywatnego w działania artystyczne. W wideo Vomiting – Eating z 1992 roku pokazała cykl jedzenia i zwracania; Krystufek w tym czasie chorowała na bulimię. 
Jej prace znajdują się w kolekcjach m.in. Muzeum Sztuki Współczesnej w Wiedniu, galerii Albertina, Österreichische Galerie Belvedere, Centrum Sztuki w Bregencji, Państwowym Muzeum Sztuki w Kopenhadze i Centre Georges Pompidou.

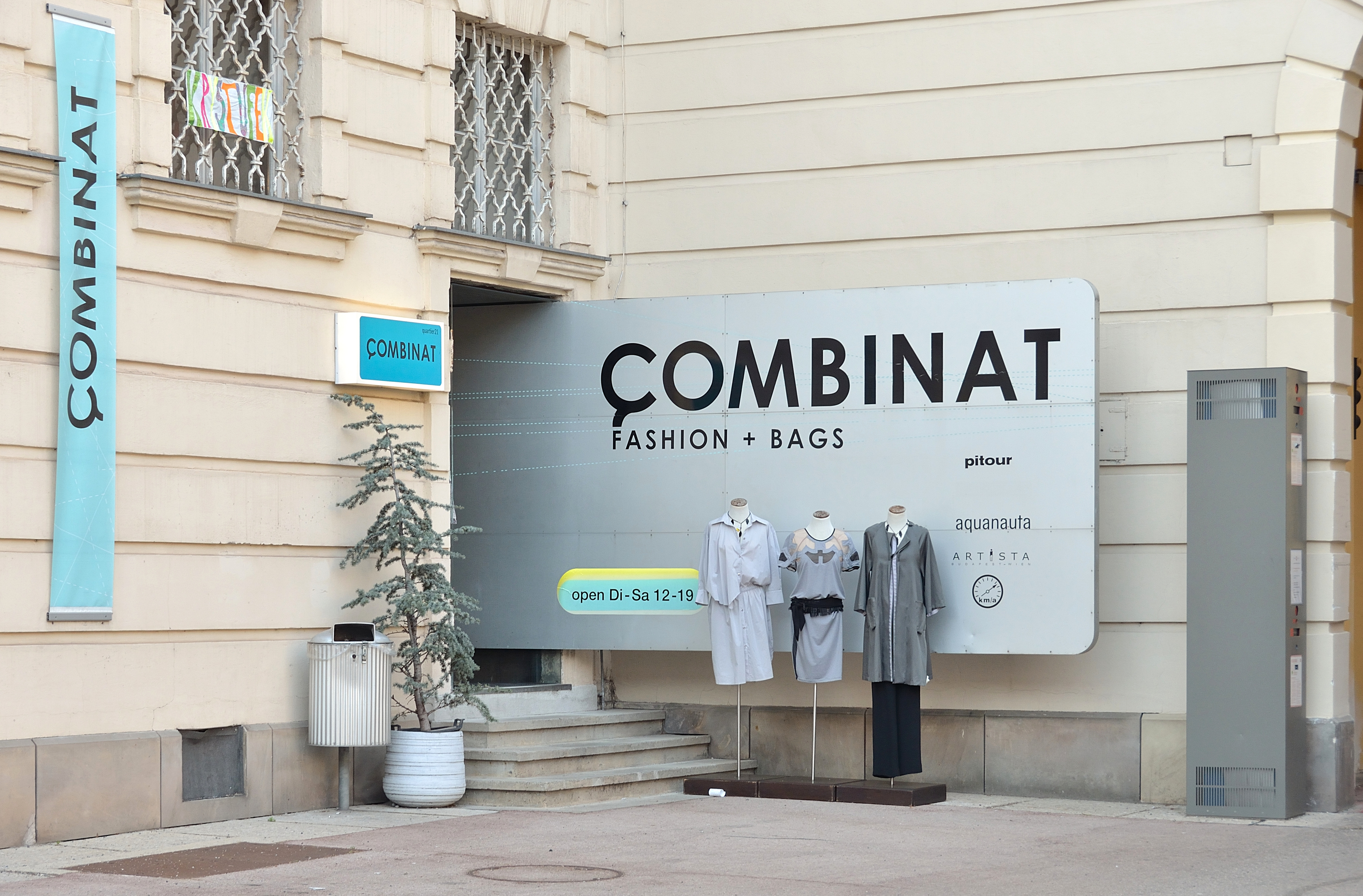
MODE, Combinat, wystawa w Museumsquartier, 2015

## Wybrane wystawy

### Na świecie
- 1999: Generation Z, Museum of Modern Art, Nowy Jork (wystawa zbiorowa)[8]
- 2006: Liquid Logic. The Height of Knowledge and the Speed of Thought, Museum für angewandte Kunst (MAK), Wiedeń[5]
- 2006: Into me/Out of me, Museum of Modern Art, Nowy Jork (wystawa zbiorowa)[8]
- 2009: udział w 53. Biennale w Wenecji (pawilon austriacki)[1]
- 2011: HARMONIE 2, Vegas Gallery, Londyn
- 2011: HARMONIE 3, The Box Gallery, Los Angeles
- 2013: HARMONIE 26, Salon Jirout, Berlin
- 2015: Vienna for Art´s Sake, Belvedere, Wiedeń (wystawa zbiorowa)
- 2015: MODE, Combinat, Museumsquartier, Wiedeń
- 2018: Post Otto Wagner, Museum für angewandte Kunst, Wiedeń (wystawa zbiorowa)
- 2018: LUXUS, W&K, Wienerroither & Kamp, Kohlbacher Palais, Wiedeń[7]
- 2019: udział w międzynarodowych targach sztuki Art Basel, Bazylea[4]

### W Polsce
- 1991: Refleksy, Zachęta, Warszawa (wystawa zbiorowa)[7]
- 2002: Smutek ekstazy. Sztuka austriacka XX wieku, Zachęta, Warszawa (wystawa zbiorowa)[9]
- 2008: Pycha, Austriackie Centrum Kultury, Warszawa (wystawa z Polą Dwurnik i  Danutą Kuciak)[10]